# Chante, Luna
 (mars 2014).
Chante, Luna est un roman historique de littérature d'enfance et de jeunesse de Paule du Bouchet , publié en 2004 chez Gallimard.
Le récit raconte l'histoire de Lula, une jeune fille juive polonaise, durant la Seconde Guerre mondiale.

## Le contexte historique et géographique de l'action
L'action a lieu dans la capitale polonaise, Varsovie, et débute en 1936, trois ans avant le début de la Seconde Guerre mondiale.

## Résumé
Varsovie 1939, Lula est une jeune fille juive polonaise. Elle vit avec son père, dont elle est très proche ; il l'appelle Luna, car il pense que sa voix est un don du ciel.
En 1939, alors que l'Allemagne nazie envahit la Pologne, les Juifs sont forcés par les nazis de construire un mur les enfermant, ce qui crée le Ghetto de Varsovie en octobre 1940. 
La vie de Luna connaît plusieurs péripéties et aventures à l'intérieur comme à l’extérieur du mur. Dans le cauchemar de la guerre, elle participe à la résistance du ghetto. Elle rencontre plusieurs personnes avec qui elle se lie d'amitié. Elle rencontre ainsi un Allemand, qu'elle qualifie de "pas comme les autres", car il la sauve de situations difficiles à plusieurs reprises. Au fil du récit, même si elle n'en parle pas très souvent, elle se met à l'apprécier.

## Personnages
Luna, alias Lula, est le personnage principal du roman. Physiquement, elle est décrite comme « blonde aux yeux bleus »   altruiste et attentionnéeant est sa passion « Je chantais tout le temps, sans cesse, jour et nuit. » . Elle a une voix enchanteresse qui sera sollicitée à plusieurs reprises.
Henryk Wilter est le père de Luna. Il « était un homme cultivé qui avait fait des études en Allemagne. »  . Il est très attaché à sa fille, il croit en elle et en sa voix sachant que lui aussi aime beaucoup la musique « c'est un don de Dieu, une pareille voix » . Il va être membre du Judenrat dans le ghetto pour seul but de protéger sa famille des rafles qui s'opéreront de plus en plus souvent. Malheureusement, son destin sera tragique.
Shoshanna est la mère de Luna. « Elle était fille de rabbin et n'avait jamais quitté le quartier juif de Varsovie. » . Elle n'est présente qu'au début du livre car elle va mourir du typhus peu après avoir accouché de son troisième enfant.
Hans Büchner est un soldat allemand. Il a « deux yeux bleus », « un regard rêveur »  et un « sourire étrange et grave flottait sur son visage » . Il est révolté par le nazisme mais n'ose pas s'opposer à Hitler, alors secrètement il va sauver, en faisant passer de l'autre côté du mur, plusieurs juifs. Il va s'attacher à Luna.
Jakob est un des deux frères de Luna, il " était très logique " . Il est très proche de sa sœur mais sera déporté. Cette dernière fera partie du voyage mais pendant le périple, Jacob la forcera à chanter ce qui va valoir à Luna d'être repérée par Hans et par conséquent d'être sauvée. De plus, sur le chemin, Jacob va griffer la main de sa sœur et cette dernière, terriblement attristée de la disparition de son frère, laissera la plaie s'infecter pour garder un souvenir de son frère.
Isaac "était un beau bébé, plein de vie et de santé " . Il va donc naître pendant la Guerre et va être un des deux frères de Luna. Malheureusement, ce dernier sera aussi déporté avec son frère.
Rosa est une jeune fille que Luna va  rencontrer à l'atelier de cosmétique où elle va s'inscrire. Elle est décrite comme " la tête aux boucles rousses " . Elles vont se lier d'amitié, mais dès que les rafles vont s'accroître elles vont perdre contact. Mais à ses 18 ans, la famille de Rosa va être déportée. Cette dernière va vivre avec Luna et son père qui va tomber amoureux d'elle.
Grand mère Ewa " parlait Yiddish avec un fort accent polonais " . Habitant en Pologne, elle va venir vivre avec son fils et sa famille à Varsovie juste avant la création du ghetto. De plus, " Grand-mère Ewa était toujours de bonne humeur "  , mais après la mort de sa belle fille, elle va devoir s'occuper du nouveau-né. Malheureusement, elle sera la première à être déportée.